# N-propiletilendiamina
La N-propiletilendiamina, también llamada N-propil-1,2-etanodiamina y 2-(aminoetil)(propil)amina, es una diamina de fórmula molecular C5H14N2. Es isómera de la cadaverina pero a diferencia de ésta, que posee dos grupos amino (-NH2) en los extremos, la N-propiletilendiamina sólo posee un grupo amino terminal, siendo el otro secundario; su estructura es también semejante a la de la N,N'-dimetil-1,3-propanodiamina, si bien en esta última ambos grupos amino son secundarios.

## Propiedades físicas y químicas
A temperatura ambiente, la N-propiletilendiamina es un líquido incoloro cuyo punto de ebullición es de 148 °C, unos 30 °C más bajo que el de la cadaverina pero prácticamente igual al de la N,N'-dimetil-1,3-propanodiamina.
Su punto de fusión es -7 °C, siendo este un valor teórico y no experimental.
Posee una densidad de 0,829 g/cm³, semejante a la de sus otros isómeros.
Es un líquido completamente miscible en agua y el valor del logaritmo de su coeficiente de reparto, logP = -0,09, denota una solubilidad semejante en disolventes polares y apolares. Posee una tensión superficial de 29,5 dina/cm. valor nuevamente inferior al de la cadaverina (~ 35 dina/cm).

## Síntesis y usos
La N-propiletilendiamina se puede sintetizar a partir por N-alquilación de etilendiamina con 1-propanol en un reactor de lecho fijo utilizando como catalizador CuO-NiO/γ-Al2O3.
Una segunda vía de síntesis utiliza como precursor propilamino-acetonitrilo, mientras que una tercera vía se basa en la hidrólisis ácida de amino-fosforoamidatos, preparados previamente por alquilación del correspondiente bromofosforoamidato con una amina primaria o secundaria.
Silanos derivados de esta amina se pueden usar para favorecer la adherencia en adhesivos de fusión en caliente o sensibles a la presión.
Esta misma característica propicia su posible uso en materiales utilizados en la construcción, tales como hormigón seco y húmedo.
Por otra parte, se ha propuesto el empleo de esta diamina —a través del grupo N-(2-aminoetil)-3-aminopropil— en la elaboración de composiciones cosméticas que dotan al cabello de mayor suavidad y que hacen más fácil su manejo.

## Precauciones
Esta sustancia es combustible —como líquido y como gas —, siendo su punto de inflamabilidad 45 °C. Al arder puede desprender productos tóxicos como óxidos de nitrógeno y cianuro de hidrógeno.
Es un líquido corrosivo, cuyo contacto puede ocasionar quemaduras severas en piel y ojos.